# Isadelphina lacteifascia
Isadelphina lacteifascia là một loài bướm đêm trong họ Noctuidae.